# 尤寧維爾 (伊利諾伊州弗米利恩縣)
尤寧維爾（英語：Unionville）是位於美國伊利諾伊州弗米利恩縣的一個非建制地區。該地的面積和人口皆未知。

## 地理
尤寧維爾的座標為40°01′30″N 87°38′17″W / 40.02500°N 87.63806°W，而該地的平均海拔高度為206米（即676英尺）。